# Friedrich von Hollmann

Admiral Friedrich von Hollmann

Friedrich Hollmann, ab 1905 von Hollmann (* 19. Januar 1842 in Berlin; † 21. Januar 1913 ebenda), war ein deutscher Admiral und Staatssekretär des Reichsmarineamts unter Kaiser Wilhelm II.

## Leben
Hollmann trat am 18. Juni 1857 als Kadettenaspirant in die Preußische Marine ein und machte seine ersten Reisen als Seekadett an Bord der Amazone, Gefion und Thetis. Zwischen 1859 und 1862 nahm er an der Expedition nach Ostasien teil und wurde 1863 Fähnrich zur See.
1863 wurde er Offizier in der Zentralabteilung der Admiralität. Im Deutsch-Dänischen Krieg von 1864 kommandierte Hollmann das Kanonenboot Wolf und war dann als Leutnant zur See drei Jahre an Bord des Kadettenschulschiffs Niobe. Von 1867 bis 1869 war er zur Dienstleistung an die Marineschule in Kiel kommandiert.
Im Deutsch-Französischen Krieg 1870/71 nahm Hollmann als Kapitänleutnant am Gefecht bei Hiddensee teil. 1871 bis 1873 war er Erster Offizier an Bord der Gazelle auf einer Übungsreise nach Nord- und Südamerika. Zwischen 1874 und 1881 gehörte er als Chef der Zentralabteilung der Kaiserlichen Admiralität dem Admiralstab an. Von 1876 bis 1878 kommandierte er die Schulschiffe Undine (von Anfang April 1876 bis Mitte Oktober 1876) und Medusa (von April 1877 bis September 1878). Als Kapitän zur See führte er 1881 bis 1883 das Seekadettenschiff Elisabeth auf dessen Weltumsegelung, sein Erster Offizier war Gustav von Senden-Bibran. 1886/87 war er Präses der Schiffsprüfungskommission und in den darauf folgenden zwei Jahren Chef des Admiralstabes der Admiralität. Zum Konteradmiral ernannt, befehligte Hollmann 1889 bis 1890 das Übungsgeschwader, das das deutsche Kaiserpaar nach Griechenland und in die Türkei führte.
Am 22. April 1890 wurde Hollmann zum Staatssekretär des Reichsmarineamtes und als Mitglied des Bundesrates ernannt. Im selben Jahr wurde er zum Vizeadmiral und 1896 schließlich zum Admiral befördert. Da er 1897 die dringend gewünschten Erhöhungen im Etat für die Marine nicht durchsetzen konnte, wurde er bereits im April 1897 von seinem Posten verdrängt, ab 15. Juni 1897 zur Disposition und gleichzeitig à la suite des Seeoffizierkorps gestellt. Seine Nachfolge trat Alfred Tirpitz an.
1904 wurde Hollmann zum Mitglied des preußischen Herrenhauses ernannt. Am 27. Januar 1905 wurde er mit dem Schwarzen Adlerorden ausgezeichnet und damit in den erblichen Adelsstand erhoben. 1906 wurde von Hollmann Vorsitzender der Motorluftschiff-Studiengesellschaft m.b.H. und deren Nachfolgegesellschaft, der Luftfahrzeug-Gesellschaft m.b.H., die sich mit dem Bau, der Entwicklung und dem Vertrieb von Luftschiffen, auch für die Marine, beschäftigten.
Er ist einer der Begründer des Deutschen Flottenvereins.
Nach dem Ausscheiden aus dem Militärdienst war von Hollmann Mitglied des Aufsichtsrats der AEG, später dessen Vorsitzender.
Hollmann gehörte 1898 zu den Gründungsmitgliedern der Deutschen Orient-Gesellschaft und war von 1906 bis zu seinem Tode ihr Vorsitzender.
Während des Ersten Weltkrieges erhielt seine Familie mehrfach hohe Zahlungen (etwa 8.000 Mark) von der Friedrich Krupp AG und Familienmitglieder suchten um Stellen bei Krupp nach.